# Sclerolinum
Sclerolinum — рід багатощетинкових кільчастих червів родини Погонофори (Siboglinidae). Представники роду поширені у тропічних водах всіх океанів. Ведуть свердлильний спосіб життя в затонулих шматках дерева. На жаль, ці, ймовірно дуже примітивні, погонофори ще слабо вивчені. Перший представник роду (Sclerolinum sibogae) і сам рід були описані І. Саусвордом у 1961 р. за матеріалами, зібраними ще голландською експедицією на судні «Зібога» в морях Малайського архіпелагу. Краще відомий, вивчений Веббом Sclerolinum brattstromi з Хардангер-фіорду в Норвегії. Sclerolinum відрізняється від інших погонофор не тільки своєю екологією, але також цілим рядом особливостей будови. Є лише два щупальця, позбавлені піннул, тулубні папіли відсутні, так само як пояски зубчатих пластинок; ймовірно, всі ці ознаки слід вважати первинними.

## Класифікація
Рід містить 7 видів:
- Sclerolinum brattstromi
- Sclerolinum contortum
- Sclerolinum javanicum
- Sclerolinum magdalenae
- Sclerolinum major
- Sclerolinum minor
- Sclerolinum sibogae